# Saint-Martin-le-Mault
Saint-Martin-le-Mault – miejscowość i gmina we Francji, w regionie Nowa Akwitania, w departamencie Haute-Vienne.
Według danych na rok 1990 gminę zamieszkiwało 159 osób, a gęstość zaludnienia wynosiła 13 osób/km² (wśród 747 gmin Limousin Saint-Martin-le-Mault plasuje się na 465. miejscu pod względem liczby ludności, natomiast pod względem powierzchni na miejscu 510.).

## Populacja

Populacja Saint-Martin-le-Mault w latach 1962–2008